# Giovanni Manfredi
Giovanni Manfredi, (né à Imola en 1324 - mort à Pistoia en 1373) est un noble italien et condottiere qui vécut au XIVe siècle, il appartient à la famille des Manfredi de la ville de Faenza, en Émilie-Romagne.

## Biographie
Fils illégitime de Riccardo Manfredi et de Zeffirina Nordigli, il eut quatre enfants de son mariage avec Ginevra : Francesco (qui fut capitaine du peuple de Milan puis de Florence et de Bologne), Astorre I Manfredi, Zefferina et Isabella.
Après avoir été fait chevalier par son père en 1340 puis vicaire impérial par Louis IV de Bavière la même année il fut nommé capitaine du peuple de Faenza en décembre 1341. Il devint seigneur de Faenza en 1343. Il fut également seigneur d'autres petites seigneuries en Romagne telles que Bagnacavallo ou Bagnara. Ayant loué ses services à Barnabé Visconti en 1351 dans sa guerre contre Bologne et les États pontificaux, il fut excommunié en 1352 et déclaré hérétique en 1354.
En 1356, le cardinal Albornoz lança une campagne militaire contre lui et contre son allié Francesco II Ordelaffi. Vaincu, il dut abandonner Faenza aux États pontificaux et donner en otage ses deux fils, Francesco et Astorre qui furent confiés aux Carrara de Padoue. En 1357, il jura fidélité et allégeance au pape. En 1361, il se rebella à nouveau contre les États pontificaux et monta sans succès une conjuration pour  reprendre Faenza.
Les dernières années de sa vie ont été celles d'un condottiere passant d'une alliance à l'autre et menant des combats principalement en Romagne et en Toscane. Il mourut à Pistoia où il avait trouvé refuge après avoir perdu tous ses domaines, en 1373.